# 정보 오염
정보 오염(情報汚染)은 관련 없고, 중복되고, 수요 없고, 방해되고, 가치 낮은 정보로 정보 공급이 오염되는 것이다. 예를 들면 오보, 이메일 스팸 및 매체 폭력이 있다.
쓸모 없고 바람직하지 않은 정보의 확산은 인간 활동에 해로운 영향을 미칠 수 있다. 이는 정보 혁명의 부작용 중 하나로 꼽힌다.

## 개요
정보 오염은 일반적으로 이메일, 인스턴트 메시징 (IM) 및 소셜 미디어와 같은 디지털 통신에 적용된다. 이 용어는 2003년 웹 사용성 전문가인 제이콥 닐슨이 이 주제에 대해 논의하는 기사를 발표하면서 특히 관련성을 갖게 되었다. 1971년 초에 연구자들은 "무작위로 분산된 미량 성분인 쓰레기 오물에서 귀중한 결절"을 회수해야 하는 부정적인 영향에 대해 의구심을 표명했다. 사람들은 결정을 내리고 상황에 적응하기 위해 정보를 쓴다. 인지 연구에 따르면 인간은 결정의 질이 떨어지기 전에 제한된 정보만 처리할 수 있다. 정보 과부하는 의사 결정에도 해를 끼칠 수 있는 관련 개념이다. 품질에 관계 없이 사용 가능한 정보가 풍부함을 나타낸다.
기술이 문제를 악화시킨 것으로 생각되지만 정보 오염의 유일한 원인은 아니다. 작업을 수행하거나 결정을 내리는 데 필요한 필수 사실에서 주의를 분산시키는 모든 것은 정보 오염 물질로 간주될 수 있다.
정보 오염은 산업 공정에서 발생하는 환경 오염의 디지털 등가물로 간주된다. 일부 저자는 정보 과부하가 환경 파괴가 직면한 위협과 같은 규모의 전 지구적 규모의 위기라고 주장한다. 다른 사람들은 환경 관리 관행과 유사한 정보 관리 양식의 개발 필요성을 표했다.

## 징후
정보 오염의 징후는 혼란을 유발하는 것과 정보 품질을 손상시키는 두 부류로 나눌 수 있다.
방해 정보 오염 물질의 일반적인 예로는 원치 않는 전자 메시지(스팸)와 인스턴트 메시지(특히 직장에서)가 있다. 휴대전화(벨소리와 내용)는 여러 상황에서 파괴적이다. 혼란스러운 정보 오염이 항상 기술 기반은 아니다. 일반적인 예는 구독자가 제공된 기사의 절반도 읽지 않거나 전혀 읽지 않는 신문이다. 지도의 불필요한 상표와 같은 불필요한 메시지도 주의를 산만하게 한다.
또는 정보의 품질이 저하되면 정보가 오염될 수 있다. 이는 부정확하거나 오래된 정보 때문일 수 있지만, 정보가 잘못 제공된 경우에도 발생한다. 예를 들어 내용이 초점이 맞지 않거나 불분명하거나 어수선하거나 장황하거나 잘못 구성된 문서에 표시되면 독자가 이해하기 어렵다.
법률 및 규정은 변경 및 개정을 거친다. 이러한 법률을 해석하는 데 사용되는 안내서 및 기타 출처는 변경 사항보다 몇 년 뒤처져 대중에게 잘못된 정보를 제공할 수 있다.

## 원인

### 문화적 요인
문화적 요인은 정보 오염에 기여했다:
정보는 전통적으로 좋은 것으로 여겨져 왔다. 우리는 "정보는 늘 과하지 않다", "정보는 많을수록 좋다", "아는 것이 힘이다"와 같은 말에 익숙하다. 출판 및 마케팅 업계는 고객의 요구에 관계없이 필요한 경우를 대비하여 책, 잡지 및 브로셔를 대량으로 인쇄하는 데 익숙해졌다.
정보가 모든 사람에게 더 쉽게 전달되도록 하는 새로운 기술은 민주화된 정보 공유이다. 이것은 정보 빈곤층과 정보 부자 사이의 격차를 해소하기 위한 긍정적인 단계일 뿐만 아니라 진보와 개인 권한 부여의 신호로 인식된다. 그러나 주의를 산만하게 하는 정보의 양을 늘리는 효과도 있다. 이로 인해 귀중한 정보를 소음과 구분하기가 더 어려워진다. 웹 사이트, 기술, 신문 및 일상 생활에서 지속적으로 광고를 사용하는 것을 "문화 오염"이라고 한다.

### 정보 기술
20세기의 기술 발전, 특히 인터넷은 정보 오염을 가중시키는 데 핵심적인 역할을 한다. 블로그, 소셜 네트워크, 개인 웹사이트 및 모바일 기술은 모두 "소음" 증가에 기여한다. 오염 수준은 상황에 따라 다를 수 있다. 예를 들어, 이메일은 기업 환경에서 더 많은 정보 오염을 일으킬 가능성이 있다. 휴대전화는 기차 객차와 같은 제한된 공간에서 특히 방해가 될 수 있다.

## 효과
정보 오염의 영향은 여러 수준에서 볼 수 있다.

### 개인
개인 수준에서 정보 오염은 선택지를 평가하고 적절한 해결책을 찾는 개인의 능력에 영향을 미친다. 이것은 정보 과부하와 불안, 결정 마비 및 스트레스로 이어질 수 있다. 학습 과정을 방해할 수도 있다.

### 사회
일부 저자는 정보 오염과 정보 과부하로 인해 관점과 도덕적 가치가 상실될 수 있다고 주장한다. 이 주장은 과학적 발견, 건강 경고 또는 정치와 같은 주제에 대해 사회가 보여주는 무관심한 태도를 설명할 수 있다. 오염은 사람들을 신문 표제에 덜 민감하게 만들고 새로운 교훈에 더 냉소적으로 만든다.

### 사업
정보 오염은 정보 과부하와 스트레스에 기여하여 의사 결정을 방해한다. 늘어난 처리 시간은 쉽게 생산성과 수익 손실로 이어진다. 잘못된 의사 결정은 치명적인 오류의 위험을 늘린다.

## 해결책
제안된 해결책에는 관리 기술과 개선된 기술이 포함된다.
- 기술 기반 대안에는 정보의 우선 순위를 지정할 수 있는 의사결정 지원 시스템[1] 및 대시보드가 포함된다.[8] 빈번한 중단을 유발하는 기술은 "오염"이 적은 옵션으로 대체될 수 있다.[5] 또한 기술은 프레젠테이션 품질을 향상시켜 이해를 돕는다.
- 전자 메일 사용 정책[10] 및 정보 무결성 보증 전략이 도움이 될 수 있다.[1] 시간 관리 및 스트레스 관리를 적용할 수 있다. 여기에는 우선 순위 설정 및 중단 최소화가 포함된다. 개선된 쓰기 및 프레젠테이션 관행은 다른 사람에 대한 정보 오염 영향을 최소화할 수 있다.

## 관련 용어
Infollution: 2002년 국제 전기 통신 학회 (ITS) 제14회 격년 학회에서 바람직하지 않은 부작용을 설명하기 위해 조백재 전 KTC (한국 통신 공사) 사장 겸 CEO가 연설에서 만든 용어이다. 이는 정보 기술과 그 응용 프로그램에 의해 발생한다.

## 같이 보기
- 스트레스 관리
- 스팸 광고
- 시간 관리
- 정보 격차
- 정보 과부하
- 정보 사회
- 정보 생태학
- 정보 폭발
- 정보 품질
- 정보 혁명
- 정보 환경주의
- 정보화